# Голубева, Валентина Николаевна
Валенти́на Никола́евна Го́лубева (род. 9 марта 1949) — ткачиха, бывший генеральный директор «Большой Ивановской мануфактуры». Дважды Герой Социалистического Труда (1977, 1984). Лауреат Государственной премии СССР (1980).

## Биография
Родилась 9 марта 1949 в селе Назарово Северного района Новосибирской области. Отец, Николай Яковлевич Чирков, работал участковым фельдшером, мать, Полина Павловна, медицинская сестра.
 Выросла в Брянской области, где окончила школу.
В 1966 году поступила в Шуйское ПТУ и выучилась на ткачиху. Окончила Ивановский хлопчатобумажный техникум и Ивановский текстильный институт им. Фрунзе. С 1967 года — ткачиха Ивановского камвольного комбината. Член КПСС с 1977 года.
В 1979 году студией «Лендокфильм» о В. Н. Голубевой был снят документальный фильм «Наша мама — герой», в котором по задумке режиссёра Н. В. Обуховича приняла участие и её семья. По цензурным соображениям не был показан до конца 1980-х годов.
С 1986 года — директор Ивановской ткацкой фабрики имени С. М. Кирова.
 С 1987 года — генеральный директор Ивановского производственного хлопчатобумажного объединения.
 В 1987–2002 годах — генеральный директор «Большой Ивановской мануфактуры». С 2002 года — председатель Совета директоров АО «БИМ», пост генерального директора занял сын Павел Борисович Голубев (1970–2005), с 1998 года работавший в коммерческом отделе.
Окончила Академия общественных наук при ЦК КПСС Член ЦК КПСС (1981—1990). Член Президиума Верховного Совета РСФСР, член бюро обкома КПСС в течение 10 лет.

## Награды
- дважды Герой Социалистического Труда (1977, 1984)
- Государственная премия СССР (1980) — за выдающиеся достижения в труде
- премия Ленинского комсомола
- два ордена Ленина
- орден Трудовой Славы III степени.

## Память
- В середине 80-х годов в г. Иваново был установлен бронзовый бюст В. Н. Голубевой, демонтированный в 1990 году по её просьбе[1][4].
- Документальный фильм «Наша мама — герой» (1979—1989), реж. Н. Обухович, киностудия «Лендокфильм»[5].